# فرورفتگی آشچیکول
فرورفتگی آشچیکول (به قزاقی: Ashchykol Depression) یک فرورفتگی در قزاقستان است که در استان قزل‌اوردا واقع شده‌است.